# نوک‌مومی آنامبرا
نوک‌مومی آنامبرا (نام علمی: Estrilda poliopareia) نام یک گونه از سرده نوک‌مومی است.